# Good Apollo, I'm Burning Star IV, Volume One: From Fear Through the Eyes of Madness
| Críticas profissionais | Críticas profissionais |
| Pontuações agregadas   | Pontuações agregadas   |
| Fonte                  | Avaliação              |
| ---------------------- | ---------------------- |
| Metacritic             | 73/100                 |
| Avaliações da crítica  |                        |
| Fonte                  | Avaliação              |
| Allmusic               | [ 1 ]                  |
| Alternative Press      | [ 2 ]                  |
| Aversion               | [ 3 ]                  |
| Blender                | [ 2 ]                  |
| E! Online              | B+                     |
| Entertainment Weekly   | C+                     |
| Melodic.net            | [ 5 ]                  |
| Rolling Stone          | [ 6 ]                  |
| Q                      | [ 2 ]                  |
| Uncut                  | [ 2 ]                  |

Good Apollo, I'm Burning Star IV, Volume One: From Fear Through the Eyes of Madness é o terceiro álbum de estúdio da banda americana Coheed and Cambria. Foi lançado em 20 de Setembro de 2005.

## Faixas
Todas as faixas escritas e compostas por Claudio Sanchez. 
| Good Apollo, I'm Burning Star IV, Volume One: From Fear Through the Eyes of Madness |                                                              |         |  |
| N.º                                                                                 | Título                                                       | Duração |  |
| 1.                                                                                  | "Keeping the Blade"                                          | 2:08    |  |
| 2.                                                                                  | "Always & Never"                                             | 2:23    |  |
| 3.                                                                                  | "Welcome Home"                                               | 6:14    |  |
| 4.                                                                                  | "Ten Speed (of God's Blood & Burial)"                        | 3:46    |  |
| 5.                                                                                  | "Crossing the Frame"                                         | 3:26    |  |
| 6.                                                                                  | "Apollo I: The Writing Writer"                               | 5:15    |  |
| 7.                                                                                  | "Once Upon Your Dead Body"                                   | 3:19    |  |
| 8.                                                                                  | "Wake Up"                                                    | 3:35    |  |
| 9.                                                                                  | "The Suffering"                                              | 3:43    |  |
| 10.                                                                                 | "The Lying Lies & Dirty Secrets of Miss Erica Court"         | 3:17    |  |
| 11.                                                                                 | "Mother May I"                                               | 4:31    |  |
| 12.                                                                                 | "The Willing Well I: Fuel for the Feeding End"               | 7:17    |  |
| 13.                                                                                 | "The Willing Well II: From Fear Through the Eyes of Madness" | 7:28    |  |
| 14.                                                                                 | "The Willing Well III: Apollo II: The Telling Truth"         | 7:18    |  |
| 15.                                                                                 | "The Willing Well IV: The Final Cut"                         | 7:40    |  |
| Duração total:                                                                      | Duração total:                                               | 1:11:38 |  |

## Desempenhos nas paradas e certificações

### Desempenho nas paradas
| País           | Parada (2005)        | Melhor posição |
| -------------- | -------------------- | -------------- |
| Alemanha       | Media Control Charts | 85             |
| Estados Unidos | Billboard 200        | 7              |
| Reino Unido    | UK Albums Chart      | 92             |

### Vendas e certificações
| País           | Empresa | Certificado | Vendas   |
| -------------- | ------- | ----------- | -------- |
| Estados Unidos | RIAA    | Ouro        | 500,000+ |